# اعزام دانشجویان به جنگ

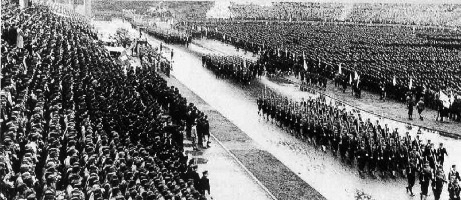
اعزام دانشجویان در ۲۱ سپتامبر سال ۱۹۴۳ در استادیوم میجی جینگو گایئن در حال رژه

اعزام دانشجویان به جنگ (به ژاپنی: 学徒出陣) اعزام سربازان دانشجو به ثبت نام و اعزام جوانانی که بیش از ۲۰ سال سن داشتند در ۲۱ سپتامبر سال ۱۹۴۳ (سال شووا ۱۸) برای شرکت در جنگ به عنوان سرباز اشاره دارد. این دستور در مراحل پایانی جنگ جهانی دوم برای جبران کمبود نیرو از طرف دولت ژاپن صادر شد. این فرمان نه تنها دانشجویان ژاپنی، بلکه تایوانی‌ها و کره ای‌ها و اهالی منچوری در چین که در آن زمان تحت اشغال ژاپن بودند و همچنین نیسیها یا فرزندان دورگه ژاپنی نیز مورد هدف قرار گرفتند. گاهی اوقات به عنوان بسیج دانشجویی نامیده می‌شود. در این روز دانشجویان ساکن توکیو در استادیوم میجی جینگو گایئن جمع شدند. این فرمان شامل دانشجویان پزشکی و چند رشته دیگر نمی‌شد.